# Tanja Damaske
Tanja Damaske, nemška atletinja, * 16. november 1971, Vzhodni Berlin, Vzhodna Nemčija.
Ni nastopila na poletnih olimpijskih igrah. Na svetovnih prvenstvih je leta 1997 osvojila bronasto medaljo v metu kopja, na evropskih prvenstvih pa naslov prvakinje leta 1998. Petkrat je postala nemška prvakinje v tej disciplini.